# Roland Gerstner
Roland Gerstner (* 23. April 1931 in Baden-Baden; † 25. Februar 2025) war ein deutscher Politiker  (CDU).

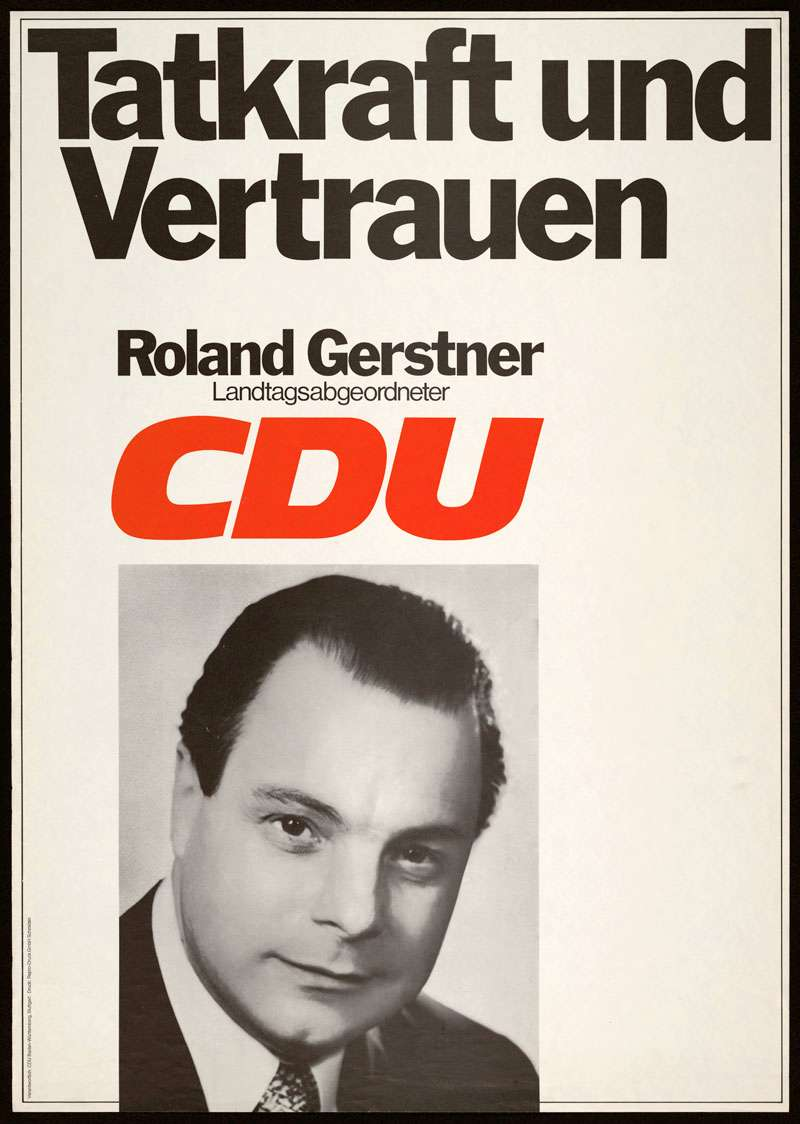
Wahlplakat des damaligen Landtagskandidaten der CDU Roland Gerstner

## Herkunft, Ausbildung und Beruf
Roland Gerstner wurde als Sohn von Hedwig Gerstner, geborene Hofmann, und ihrem Mann, dem Ingenieur Josef Gerstner, in Baden-Baden geboren. Er studierte nach seinem Abitur am Ludwig-Wilhelm-Gymnasium in Rastatt von 1951 bis 1956 Betriebswirtschaft an der WH Mannheim. Nach seinem Staatsexamen mit der Diplomprüfung 1956 war er von 1956 bis 1968 als Angestellter in der Wohnungswirtschaft tätig, dann war er ab 1962 Geschäftsführer der Kommunalen Sanierungsgesellschaft Karlsruhe und bis 1972 Direktor der kommunalen Planungs- und Entwicklungsgesellschaft der Badischen Sparkassen GmbH in Karlsruhe.

## Politische Tätigkeit
Seit 1956 engagierte sich der Diplom-Kaufmann Gerstner auch politisch. Er wurde in diesem Jahr Mitglied der CDU und der Jungen Union, deren Kreisvorsitzender er 1957 bis 1960 war. 1960 wurde er Kreisvorsitzender der CDU, ab 1962 Mitglied im Gemeinderat der Stadt Rastatt (bis 1972) und anschließend Kreistagsabgeordneter im Landkreis Rastatt (bis 1980). 1963 wurde Gerstner auch als Mitglied in den Landtag von Baden-Württemberg gewählt. In jener Zeit gehörte er auch zeitweise dem Landesvorstand seiner Partei in Baden-Württemberg an und war 1968 bis 1972 Parlamentarischer Geschäftsführer der CDU. Nachdem Lothar Späth 1978 den Vorsitz der CDU-Fraktion im Landtag freimachte, weil er Innenminister wurde, kandidierte Gerstner als dessen Nachfolger, doch unterlag er seinem Gegenkandidaten Erwin Teufel mit 27 zu 35 Stimmen.
Nach der Landtagswahl 1980 berief Lothar Späth Gerstner in sein Kabinett und ernannte ihn zum Staatssekretär im Staatsministerium Baden-Württemberg. Nach der Landtagswahl 1984 wechselte Gerstner in gleicher Funktion (als Staatssekretär mit Kabinettsrang) in das Ministerium für Ernährung, Landwirtschaft, Umwelt und Forsten unter Minister Gerhard Weiser. Hier war er für Umweltfragen zuständig. Sein Kollege im gleichen Ministerium, Ventur Schöttle, war Parlamentarischer Staatssekretär, also ohne Sitz und Stimme im Kabinett.
1987 wurde durch Ministerpräsident Späth ein eigenständiges Umweltministerium eingerichtet. Dessen Staatssekretär unter Minister Erwin Vetter wurde Werner Baumhauer. Gerstner verlor somit sein politisches Amt und schied aus dem Kabinett aus. Im Folgejahr 1988 kandidierte er auch nicht mehr für den Landtag.

## Ehrungen
- 1972: Ritter vom Heiligen Grab (Rangerhöhungen Offizier, Großoffizier)
- 1976: Verdienstkreuz 1. Klasse des Verdienstordens der Bundesrepublik Deutschland
- 1980: Großes Verdienstkreuz des Verdienstordens der Bundesrepublik Deutschland
- 1988: Verdienstmedaille des Landes Baden-Württemberg

## Familie und Privates
Gerstner war katholisch und seit 1965 verheiratet mit Maria Gerstner, geborene Hotz. Aus der Ehe stammen zwei Söhne und eine Tochter. Sein Sohn Wolfgang (* 8. März 1967 in Malsch) ist ein deutscher Schachmeister und Schachautor.
1972 wurde Roland Gerstner vom Kardinal-Großmeister Maximilien Kardinal de Fürstenberg zum Ritter des Ritterordens vom Heiligen Grab zu Jerusalem ernannt und am 9. Dezember 1972 im Aachener Kaiserdom durch Lorenz Kardinal Jaeger, Großprior der deutschen Statthalterei, und Hermann Josef Abs, Statthalter in Deutschland, investiert. Er war Großoffizier des Ordens und engagierte sich für zahlreiche Sozialprojekte im Heiligen Land.
Roland Gerstner war ab 1953 Mitglied der katholischen Studentenverbindung K.D.St.V. Churpfalz Mannheim im CV sowie der Pennälerverbindung PV Markomannia 1824 zu Rastatt.